# Uckange
Uckange este o comună franceză situată în departamentul Moselle, în regiunea Grand Est.

## Geografie

### Comune limitrofe
| Florange | Bertrange | Bertrange |
| Fameck   |           | Bertrange |
| Fameck   | Richemont | Richemont |

### Hidrografie
Comuna este situată în bazinul hidrografic al Rinului, în cadrul bazinului Rhin-Meuse. Este drenată de Moselle, Sée și pârâul Moulin de Brouck.
Râul Mosela, cu o lungime totală de 560 de kilometri, dintre care 315 kilometri în Franța, își are izvorul în Munții Vosgi, la Col de Bussang, și se varsă în Rin la Koblenz, în Germania.
Mosela canalizată, cu o lungime totală de 135,2 km, își are originea în comuna Pont-Saint-Vincent și se varsă în râul Mosela la Kœnigsmacker, după ce traversează 61 de comune.
Sée, cu o lungime totală de 10,9 km, își are izvorul în comuna Luttange și se varsă în râul Mosela la limita dintre Bertrange și Illange, vizavi de Uckange, după ce traversează șapte comune.

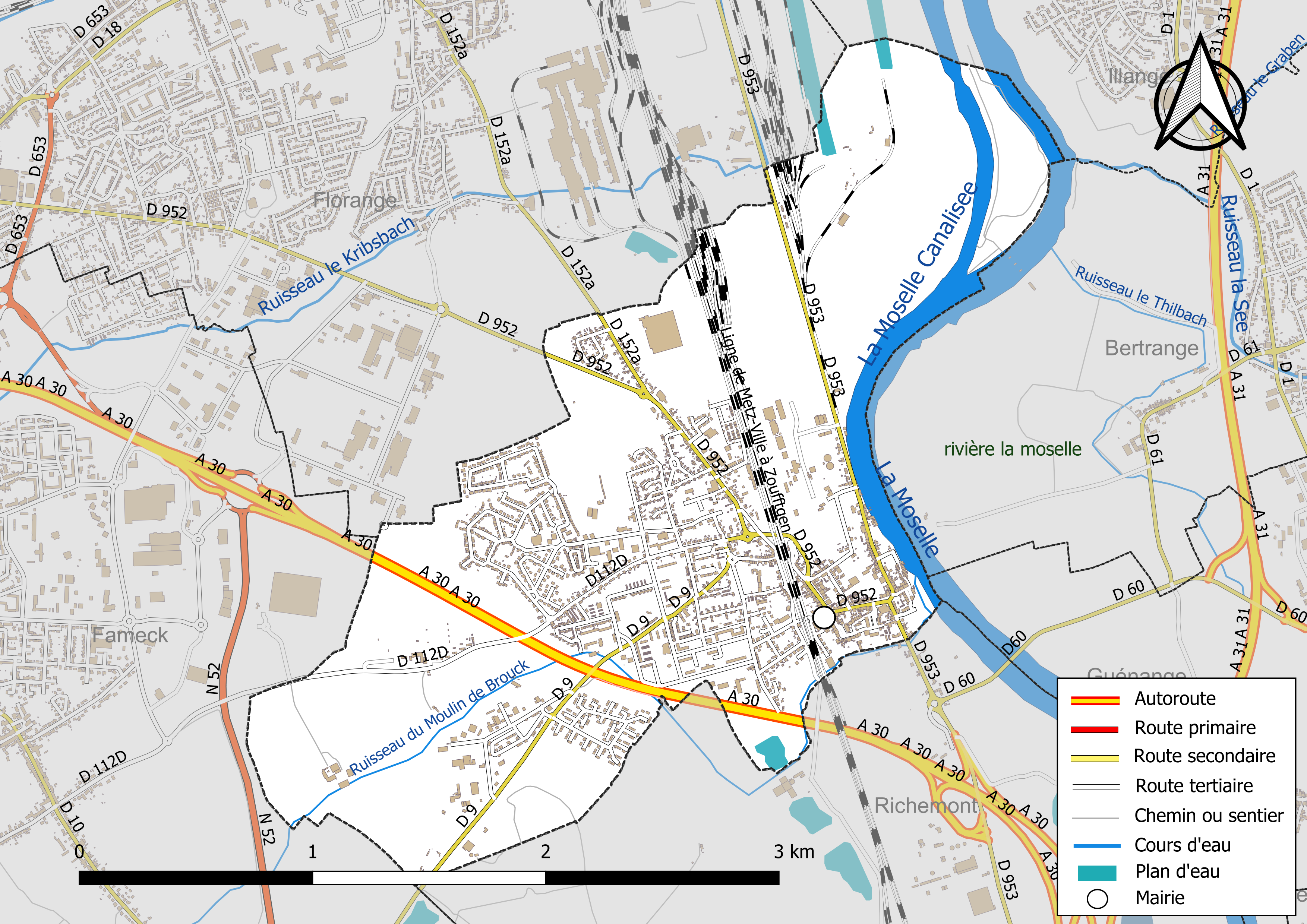
Rețelele hidrografică și rutieră din Uckange.

### Climă
În 2010, clima comunei este de tip climat al marginilor montane, conform unui studiu al CNRS, bazat pe o serie de date aferente perioadei 1971-2000. În 2020, Météo-France a publicat o tipologie a climatului din Franța metropolitană, în care comuna este clasificată cu un climat semi-continental și se află în regiunea climatică Lorena, platoul Langres, Morvan, caracterizată printr-o iarnă aspră (1,5 °C), vânturi moderate și ceață frecventă în toamnă și iarnă.
Pentru perioada 1971-2000, temperatura medie anuală este de 9,5 °C, cu o amplitudine termică anuală de 16,8 °C. Cantitatea medie anuală de precipitații este de 741 mm, cu 12,5 zile de precipitații în ianuarie și 9,2 zile în iulie. Pentru perioada 1991-2020, temperatura medie anuală observată la stația meteorologică cea mai apropiată, situată în comuna Amnéville la 23 km distanță în linie dreaptă, este de 10,2 °C, iar cantitatea medie anuală de precipitații este de 884,1 mm.
Pentru viitor, parametrii climatici estimati pentru comună, pentru anul 2050, conform diferitelor scenarii de emisii de gaze cu efect de seră, pot fi consultati pe un site dedicat publicat de Météo-France în noiembrie 2022.

## Urbanism

### Tipologie
La 1 ianuarie 2024, Uckange este clasificată drept mare centru urban, conform noii grile comunale de densitate cu șapte niveluri, definită de INSEE (Institutul Național de Statistică și Studii Economice) în 2022. Face parte din unitatea urbană Thionville, o aglomerație intra-departamentală care reunește douăsprezece comune, fiind una dintre comunele din suburbii. De asemenea, comuna face parte din zona metropolitană a Luxemburgului (partea franceză), fiind o comună din coroana acesteia. Această zonă, care cuprinde 115 comune, este clasificată în categoriile de 700 000 de locuitori sau mai mult (exceptând Parisul).

### Utilizarea terenului
Utilizarea terenurilor în comună, conform bazei de date europene privind ocuparea biogeofizică a solurilor Corine Land Cover (CLC), se caracterizează prin predominanța teritoriilor artificializate (60,6 % în 2018), în creștere față de 1990 (55,8 %). Distribuția detaliată în 2018 este următoarea: zone urbanizate (40,1 %), zone industriale sau comerciale și rețele de comunicație (20,5 %), pajiști (10,6 %), terenuri arabile (9,4 %), ape continentale (7,8 %), medii cu vegetație arbustivă și/sau ierboasă (7,4 %), păduri (3 %), zone agricole heterogene (1,3 %). Evoluția ocupării terenurilor în comună și a infrastructurilor sale poate fi observată pe diferitele reprezentări cartografice ale teritoriului: harta Cassini (secolul XVIII), harta de stat-major (1820-1866) și hărțile sau fotografiile aeriene ale IGN pentru perioada actuală (1950 până în prezent).

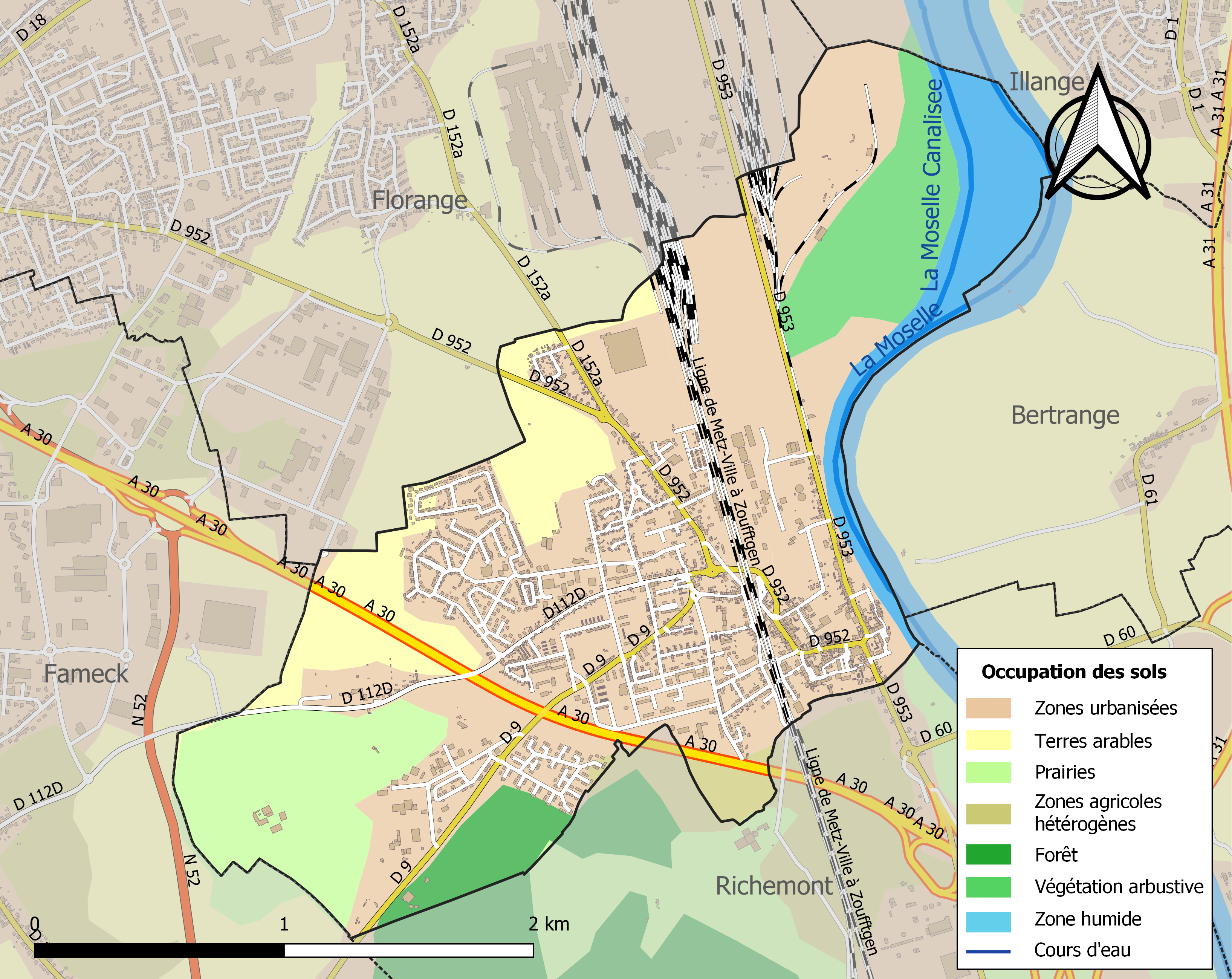
Harta infrastructurii și utilizării terenului a comunei în 2018 (CLC).

## Toponimie
Dintr-un nume de persoană germanic Hucho sau Uko, urmat de sufixul -ing, francizat în -ange.
Nume vechi: Utingas (1106 & 1152), Uegeheim (1115), Uckinga (1178), Ukenge (1181), Ukenges & Hukanges (1224), Ukange (1262), Unquenghem (1302), Eukanges (1361), Ucquainge (1458), Ukignen (secolul al XV-lea), Ukinga (1517), Huchenigen (1544), Uckingen (1574), Huckange (1790).
În germană: Ueckingen, Ückingen (1871-1918 / 1940-1944).
În dialectul loren: Ickéngen și Ickéng.

## Istorie
Primele urme ale locuitorilor din Uckange datează de peste 6 000 de ani, odată cu descoperirea, în anii 1960, a vestigiilor situate între Ébange (Florange) și Uckange. Aflată într-o zonă puternic disputată în Evul Mediu, comuna Uckange a fost, de-a lungul secolelor, luxemburgheză, germană și franceză.
Uckange făcea parte din vechiul Ducat de Luxemburg, în cadrul senioriei Richemont-Rodemack. Comuna a fost cedată Franței în 1659, prin Tratatul Pirineilor.
În 1817, Uckange, sat al fostei provincii Trois-Évêchés (după 1659), situat pe malul stâng al Mosellei, avea ca anexă ferma Brouck. În acea perioadă, localitatea număra 671 de locuitori repartizați în 130 de case.
Orașul va cunoaște cea mai importantă perioadă de dezvoltare la sfârșitul secolului al XIX-lea, odată cu înființarea uzinelor de fontă STUMM.
Astăzi, această uzină, care producea fontă, este închisă din 1991, însă un furnal înalt, U4, a fost păstrat și este înscris în inventarul suplimentar al monumentelor istorice.
Un amplu proiect cultural permite, din 2005, punerea în valoare a acestui patrimoniu industrial. Amenajarea Jardin des Traces va fi extinsă în anii următori prin reabilitarea structurilor, cu scopul de a le face accesibile unui public cât mai larg. Primele vizite au început în septembrie-octombrie 2007.
Deși relativ modest, orașul a avut o mare importanță în trecut: situat pe axa drumului roman care ducea spre Trier, pe malul Mosellei, și beneficiind de o rețea feroviară încă din 1850, dezvoltarea tranzitului a contribuit în mod natural la creșterea economiei locale și, implicit, a demografiei.

### Limbă
Din punct de vedere lingvistic, comuna a fost germanofonă (luxemburgheză) până în secolul al XIX-lea. Ulterior, limba franceză a ajuns să domine.

### Istoria uzinei din Uckange

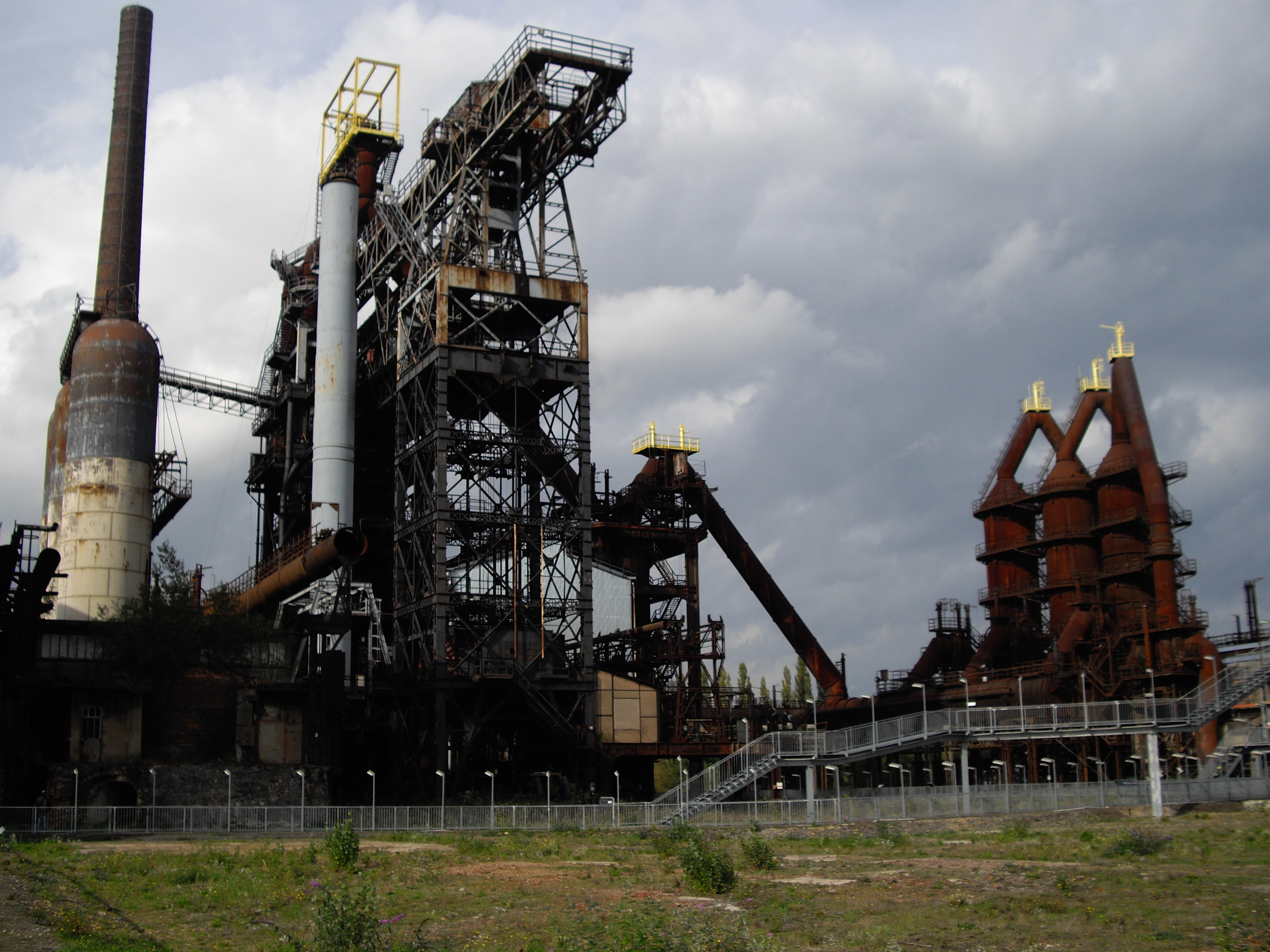
Situl furnalului înalt U4, transformat astăzi în parc.

Între 1890-1891 și 1897-1898, o baterie de patru furnale înalte este construită la uzina din Uckange de frații Stumm; aceasta este completată în 1904 cu încă două furnale înalte.
Plasată sub sechestru după războiul din 1914-1918, uzina este preluată în 1919 de Société des forges et aciéries du Nord et de Lorraine. La începutul anilor 1920, uzina avea șase furnale înalte, dar numărul acestora scade la patru la începutul anilor 1930. Între 1932 și 1935, furnalele originale sunt înlocuite cu instalații noi.
În 1965, compania își schimbă denumirea, devenind Hauts Fourneaux Réunis de Saulnes et d’Uckange (HFRSU). Furnalul U2 este oprit între 1964-1965.
În 1974, trei furnale înalte sunt încă active:
- U1, cel mai mare, este alimentat cu skips și produce fontă hematită destinată oțelăriilor din apropiere.
- U3 și U4, încărcate cu buncăre Staehler, rămân specializate în producția de fontă pentru turnătorie.

Pe 17 martie 1988, furnalul U4, reconstruit în 1976, dar a cărui punere în funcțiune fusese amânată din cauza contextului economic nefavorabil, este aprins.
În 1991, situl industrial din Uckange este definitiv închis.
Furnalul U4 este înscris definitiv ca monument istoric în 2001.
În 2015, magazinele generale ale furnalului U4 intră în lucrări de reabilitare pentru a găzdui platforma MetaFensch, un centru de cercetare în metalurgie și procese industriale, inițiat la dorința lui François Hollande.

## Populația și societatea

### Date demografice
Evoluția numărului de locuitori este cunoscută prin recensămintele populației efectuate în comună începând din 1793. Pentru comunele cu mai puțin de 10 000 de locuitori, un recensământ al întregii populații este realizat la fiecare cinci ani, populațiile legale pentru anii intermediari fiind estimate prin interpolare sau extrapolare.
În 2022, comuna număra 7001 locuitori, în creștere cu +3,06 % față de 2016 (Moselle: +0,52 %, Franța fără Mayotte: +2,11 %).
| An        | 1793 | 1821 | 1841 | 1861 | 1875 | 1885 | 1900 | 1921 | 1936 | 1962 | 1982 | 2006 | 2014 | 2022 |
| --------- | ---- | ---- | ---- | ---- | ---- | ---- | ---- | ---- | ---- | ---- | ---- | ---- | ---- | ---- |
| Populație | 522  | 784  | 1052 | 1212 | 1223 | 892  | 2088 | 2283 | 2835 | 7661 | 9524 | 7356 | 6474 | 7001 |

## Cultură locală și patrimoniu

### Locuri și monumente

#### Edificii civile
- Drum roman în apropierea morii din Ébange.
- Fragment sculptat reprezentând de trei ori pe Epona.
- Case din secolul al XVIII-lea.

#### Edificii religioase
- Cimitir musulman.
- Cimitir creștin.
- Cimitir evreiesc, situat pe rue des Vergers, fondat în 1876[37].

Biserica Sainte-Barbe, în stil neogotic (1868), dotată cu mari orgi. Această biserică a fost un loc de pelerinaj care a atras un număr mare de credincioși. De exemplu, în 1933, aproape 4 000 de pelerini au cântat aici „Laudele Mariei”. Primul pelerinaj la Uckange a avut loc în 1876, fiind unul dintre cele mai vechi din Franța.
- Grota de la Lourdes.
- Calvar din secolul al XVII-lea.
- Templu protestant reformat, situat pe rue du Temple, construit în 1957.
- Sinagogă, construită în 1780, distrusă în timpul celui de-al Doilea Război Mondial.
- Moscheea Assahaba, construită în 1989.

#### Patrimoniu industrial
- Furnalul U4, fostă instalație siderurgică[41], înscris în inventarul suplimentar al monumentelor istorice. Vestigii siderurgice, mărturii ale activității industriale din Uckange.
- Vestigii ale fostei berării, unde Maison Ensel a produs bere între 1868 și 1940.